# Adriaan Vlacq

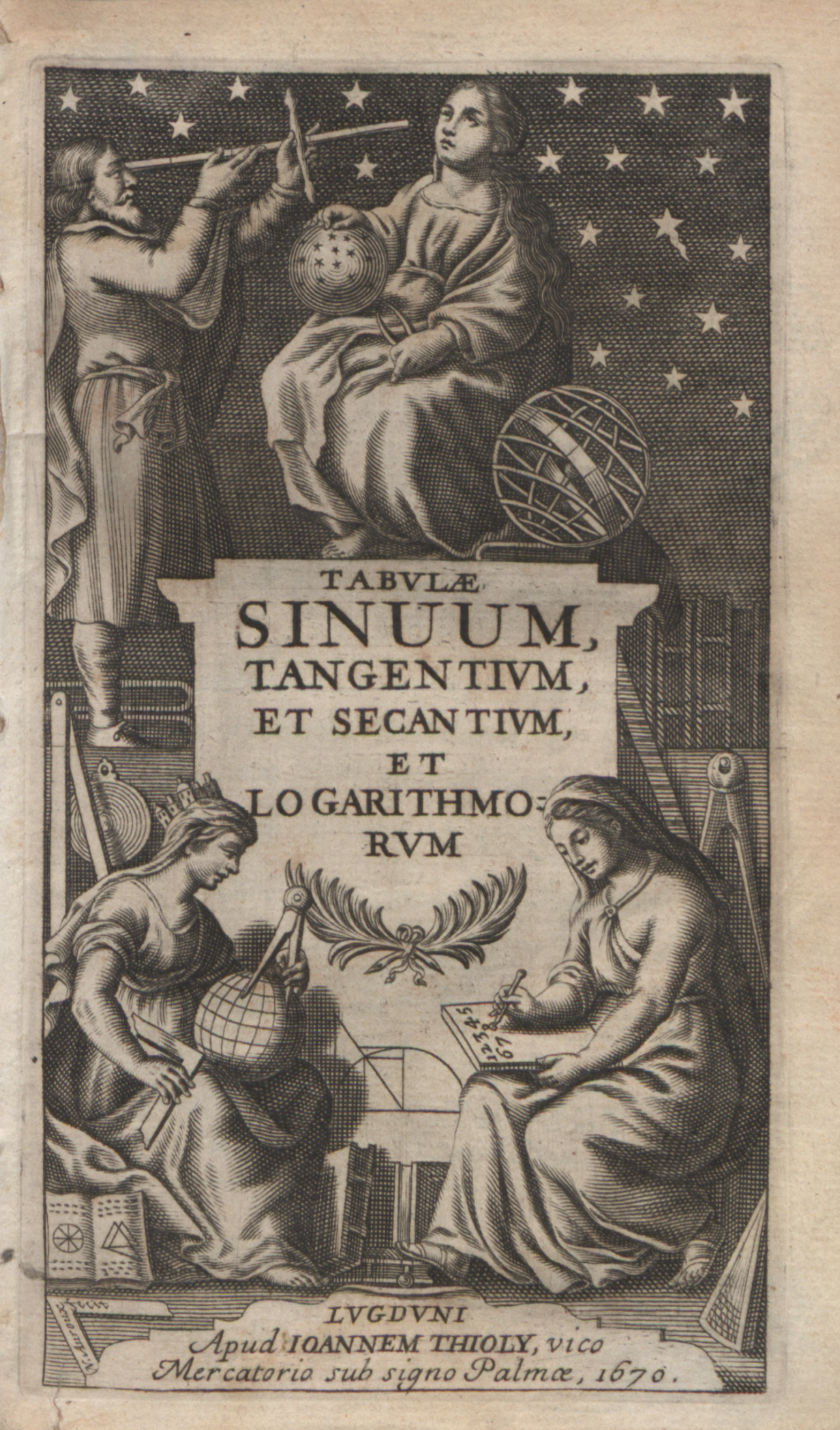
Tabulae, 1670

Adriaan Vlacq (1600 - 1667) a fost un publicist și matematician neerlandez.
În lucrarea sa, Arithmetica logarithmica, a publicat o tabelă cu logaritmii lui Henry Briggs de la 1 până la 100.000 cu 10 zecimale.
Tabelul inițial al lui Briggs conținea doar numerele de la 1 la 20.000 și de la 90.000 la 100.000, iar Vlacq completează acest tabel pentru celelalte 69.999 valori.
În memoria sa, un crater de pe Lună îi poartă numele.